# Corethrella stonei
Corethrella stonei är en tvåvingeart som beskrevs av Lane 1942. Corethrella stonei ingår i släktet Corethrella, och familjen Corethrellidae.
Artens utbredningsområde är Panama. Inga underarter finns listade i Catalogue of Life.